# کونیهیرو کاواموتو
کونیهیرو کاواموتو (انگلیسی: Kunihiro Kawamoto; ۱ سپتامبر ۱۹۷۵ – ) صداپیشه اهل ژاپن بود. وی از سال ۱۹۹۵ میلادی تاکنون مشغول فعالیت بوده‌است.